# Flandes (kommun)
Flandes är en kommun i Colombia.   Den ligger i departementet Tolima, i den centrala delen av landet, 90 km väster om huvudstaden Bogotá. Antalet invånare är 27 943. Arean är 95 kvadratkilometer.
Terrängen i Flandes är platt åt sydväst, men åt nordost är den kuperad.
Följande samhällen finns i Flandes:
- Flandes